# Sunday league football

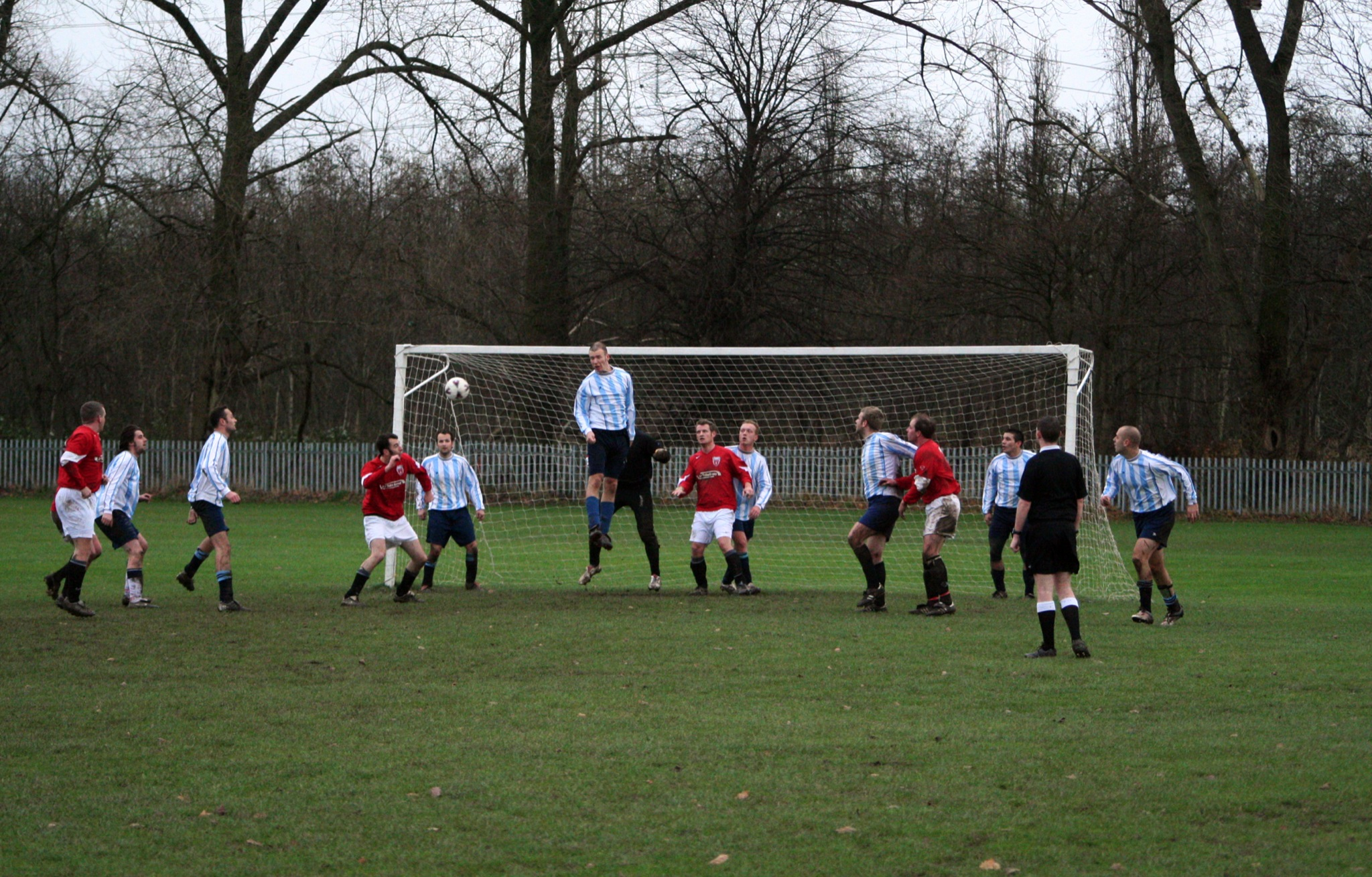
Uma partida de liga de domingo em Manchester em 2007. Tais jogos frequentemente acontecem em parques públicos sem acomodações para espectadores.

Sunday league football, em português futebol de liga de domingo, refere-se a ligas e competições de futebol amador que ocorrem aos domingos em alguns países anglófonos, incluindo o Reino Unido, os Estados Unidos, o Canadá e a Austrália.
As ligas de domingo são geralmente compostas por jogadores que não atuam profissionalmente durante a semana e podem ser divididas em diferentes níveis de competição, desde o nível mais casual até ligas mais organizadas e competitivas. Os participantes nessas ligas podem ser amadores, semiprofissionais ou até mesmo ex-profissionais que desejam continuar jogando futebol como um passatempo. No entanto, a exemplo do que ocorre com o termo várzea no Brasil, Sunday League é ás vezes ser usado para denotar uma performance que é incompetente ou amadora.
As Sunday Leagues são sancionadas por alguma associação de futebol local e não fazem parte do sistema de ligas de futebol inglês, embora suas equipes amadoras possam optar por mudar para jogar aos sábados e potencialmente subir os níveis do sistema de ligas.
No Reino Unido, a FA Sunday Cup é a principal competição nacional amadora deste tipo no país. Já a mais antiga Sunday League britânica é a Edmonton & District Sunday Football League, sediada no norte de Londres, que foi fundada em 1925. O local mais proeminente para o futebol de liga de domingo é o Hackney Marshes, no leste de Londres, que foi chamado de "lar espiritual" das Sunday Leagues.